# Параївка
Пара́ївка — село в Україні, у Кам'янець-Подільському районі Хмельницької області.

## Назва
Достеменно невідомо, звідки пішла назва населеного пункту. Старожили села стверджують, що, мовляв, село розміщене між двома ярами, відтак «пара ярів» - це «Параївка».

## Географія
Подільське село Параївка розкинулось на подільській височині в південно-західній частині України, за 19 кілометрів автошляхами від міста Кам'янець-Подільський. Біля село протікає річка Потік Кізя.

### Клімат
Параївка знаходяться в межах вологого континентального клімату із теплим літом.

## Історія
Перша письмова згадка про село датується 1653 роком.
Сільська церква Покрови відома з 1740 року.
До першої третини ХХ століття біля Параївки існував хутір Хата в Лянцкорунській землі.
Внаслідок поразки визвольних змагань на початку XX століття, село надовго окуповане російсько-більшовицькими загарбниками.
Радянська окупація принесла колективізацію та розкуркулення, мешканці села зазнали репресій.
В 1932–1933 селяни села пережили сталінський голодомор.
З 1991 року в складі незалежної України.
24 грудня 2019 року шляхом об'єднання сільських рад Кам'янець-Подільського району село Параївка увійшло до складу Орининської сільської громади, до цього органом місцевого самоврядування була Залісецька сільська рада.

## Населення
Населення становить 155 осіб на 2001 рік.
Станом на 2018 рік зареєстровано 92 особи.

### Мова
У селі поширена південноподільська говірка, що відноситься до подільського говору, який належить до південно-західного наріччя.

## Охорона природи
Село лежить у межах національного природного парку «Подільські Товтри».

## Галерея

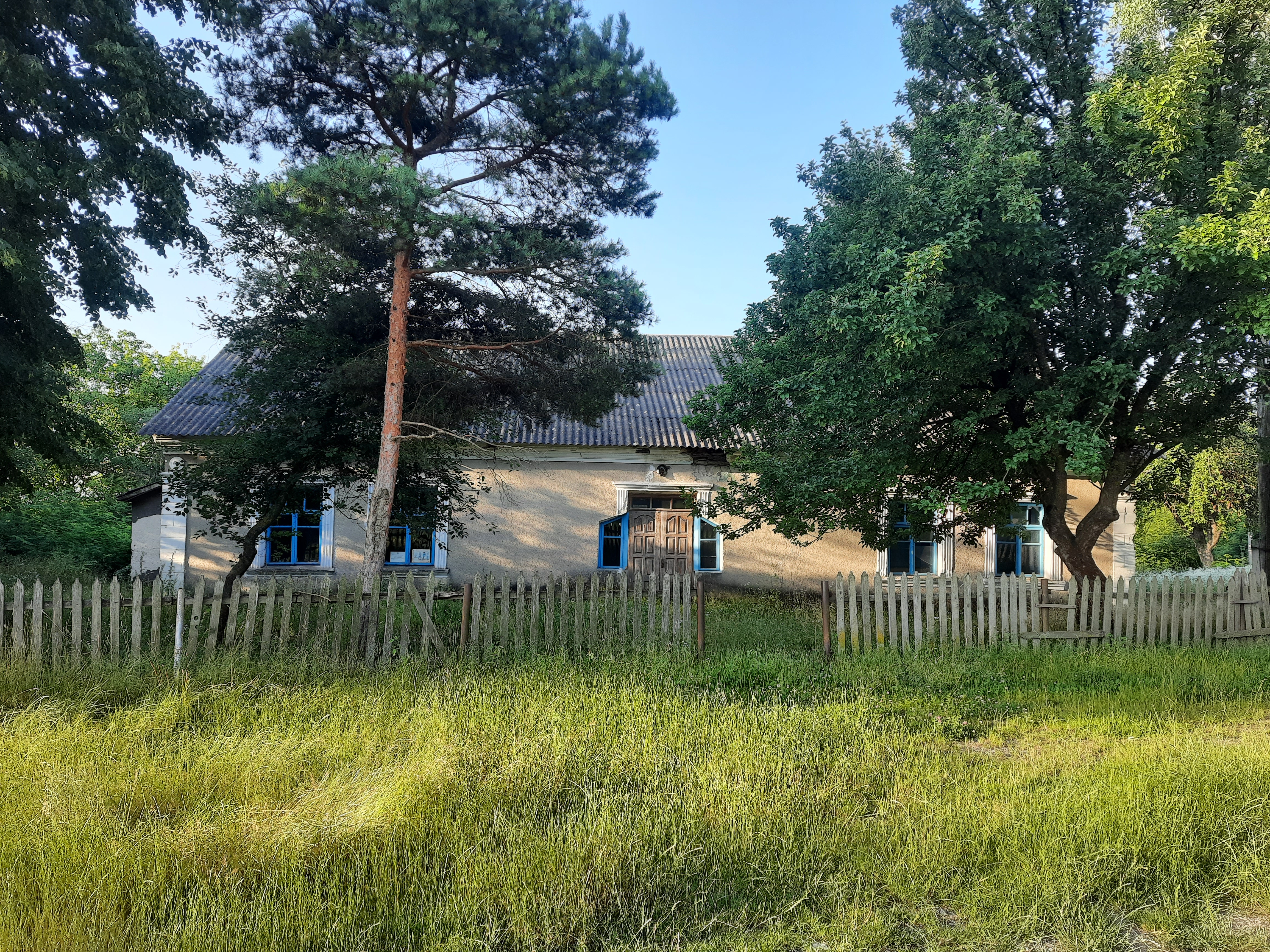
Клуб
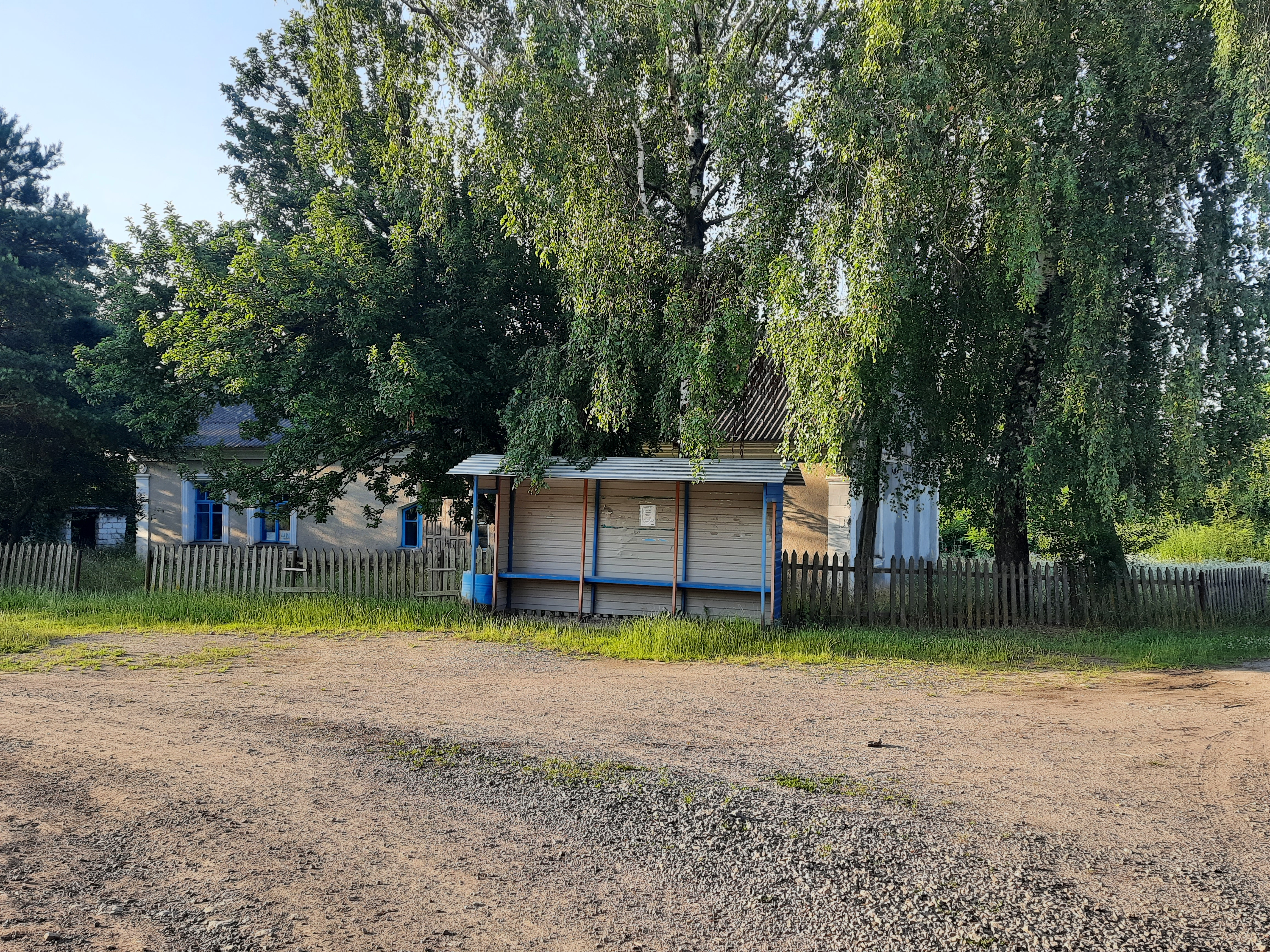
Автобусна зупинка
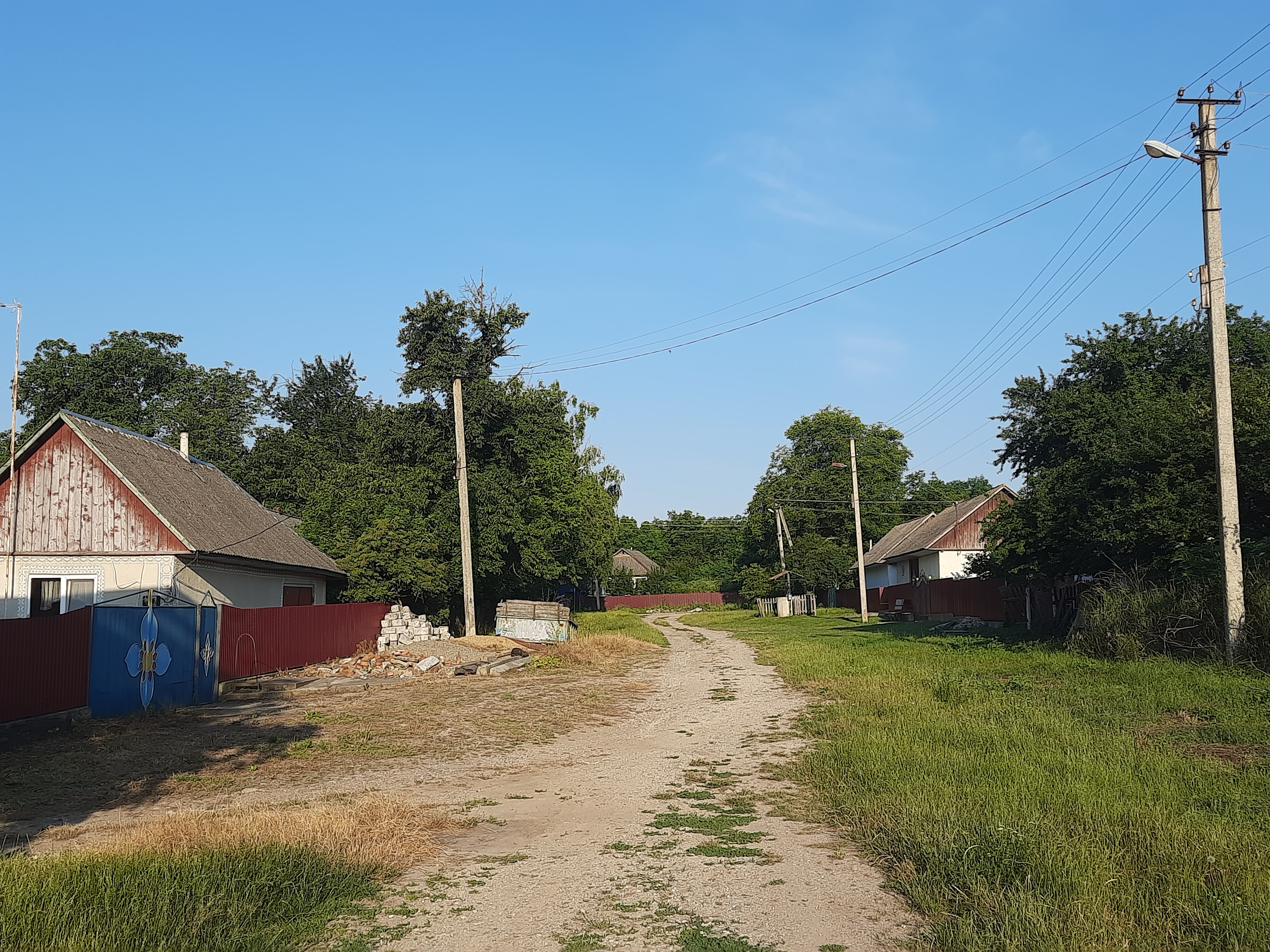
Сільська вулиця
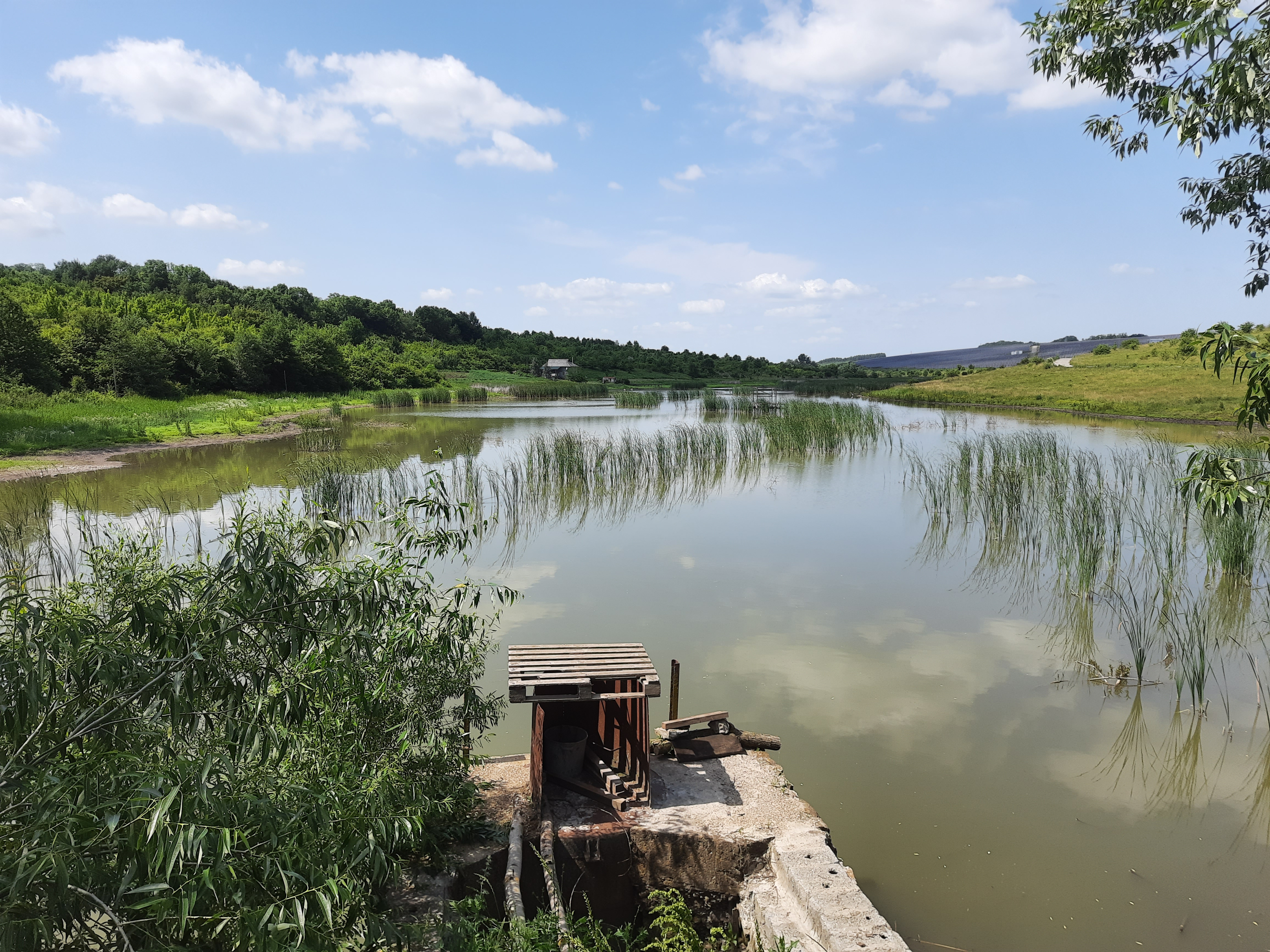
Ставок біля села